# Port Lavigne
Pour les articles homonymes, voir Lavigne.
Port Lavigne ou Le Port Lavigne est un village de la commune de Bouguenais, dans le département français de la Loire-Atlantique.

## Présentation
Le village de Port Lavigne est construit sur un haut-fond rocheux, à la confluence d'un ancien bras de la Loire devenu l'étier de Bouguenais et de l'estuaire de la Loire, sur la rive gauche du fleuve en aval de Nantes. Ses maisons sont implantées de façon linéaire en bordure de l'unique rue et sont surélevées pour se protéger des fréquentes inondations. Le village fait face au terminal de Cheviré du port de Nantes et domine de quelques mètres 225 hectares de prairies humides et de roselières, entre la Loire et un coteau. Un temps menacé par l'extension du Grand port maritime de Nantes-Saint-Nazaire, propriétaire d'une grande partie du site, Port Lavigne constitue de nos jours une enclave agropastorale, dispose d'un port à sec et propose un circuit de randonnée le reliant à l'île de la Fourche et à la La Roche Ballue. Il est également le conservatoire de diverses espèces végétales, notamment l'angélique des estuaires.

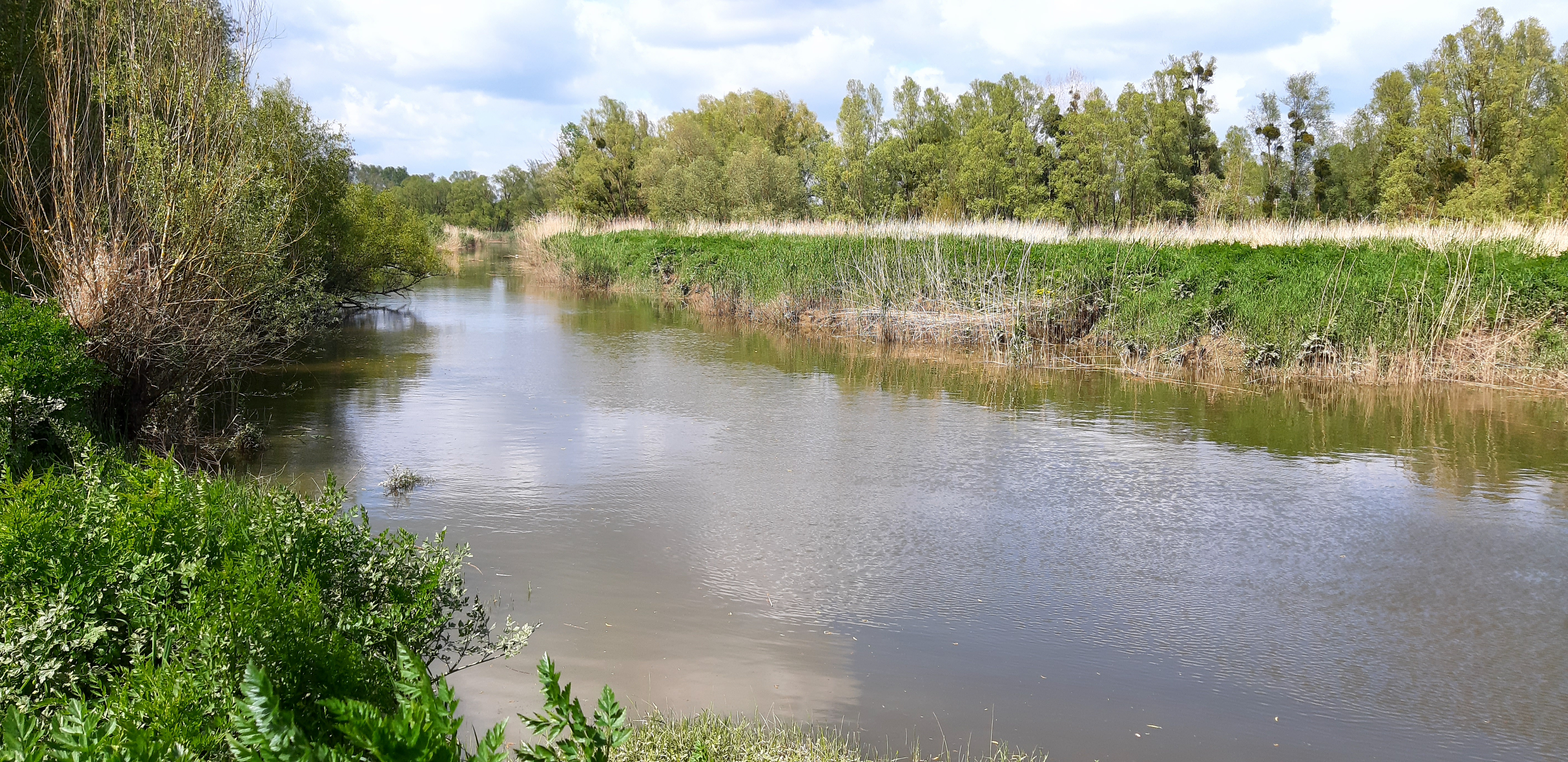
Étier de Bouguenais
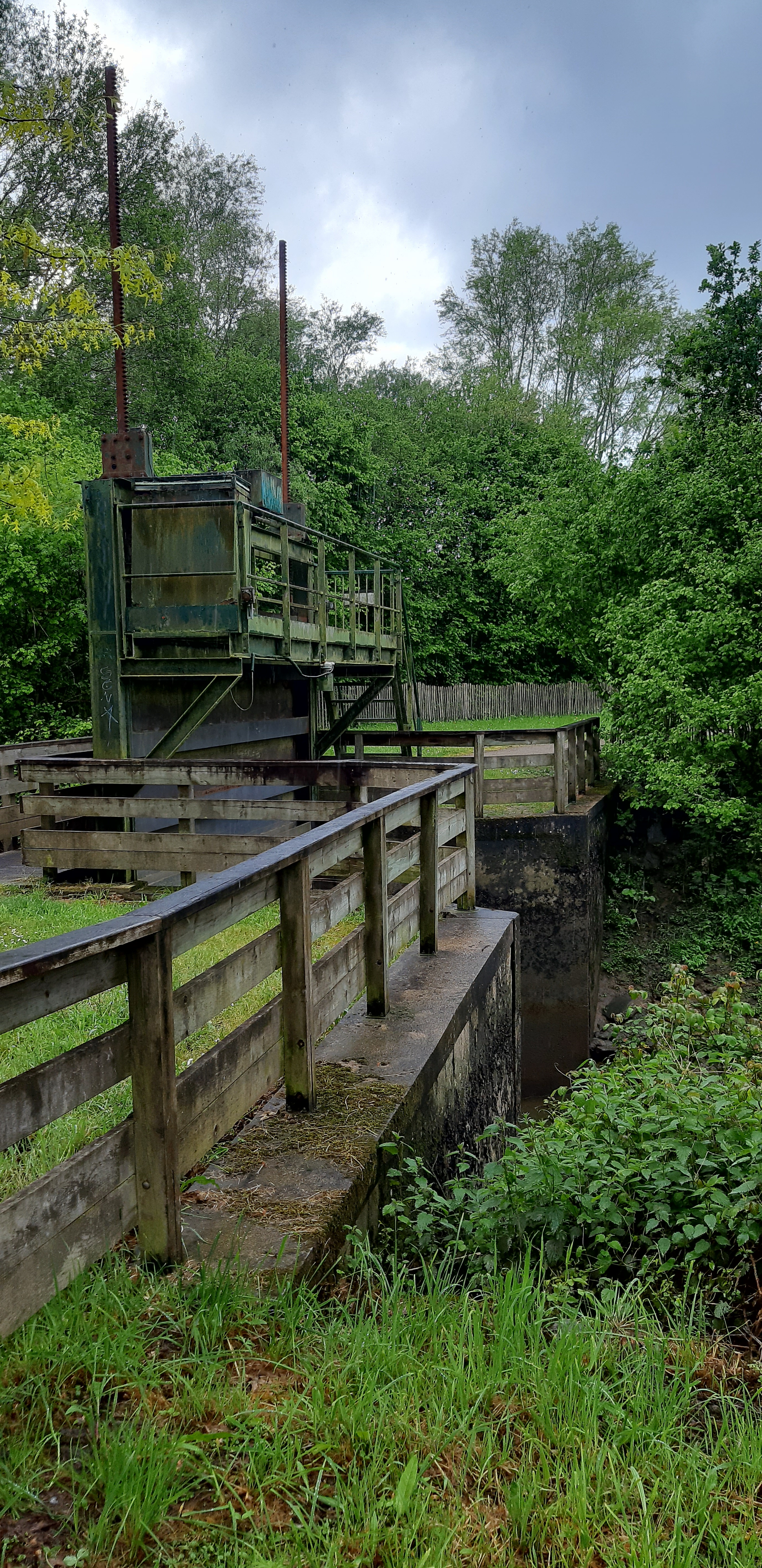
Vanne de décharge

### Historique

#### Aménagements
Des travaux d'aménagement débutent dès la fin du XVIIIe siècle pour domestiquer la Loire. Le fleuve est notamment canalisé pour faciliter l'accès des navires de commerce au port de Nantes. À cette époque, la Loire est divisée en de nombreux bras, les « boires », par un ensemble d'îles et de nombreux bancs de sable. Le régime irrégulier de l'écoulement laisse le lit du fleuve presque à sec en été, entravant les possibilités de navigation. Les travaux qui commencent alors ont pour but de concentrer les eaux de la Loire en une seule veine. Les bras secondaires de la rive gauche sont barrés et se comblent. Les îles finissent ainsi par se relier les unes aux autres. Sur la rive droite, des épis sont établis pour ralentir l'écoulement et réduire la largeur du lit ordinaire du fleuve.

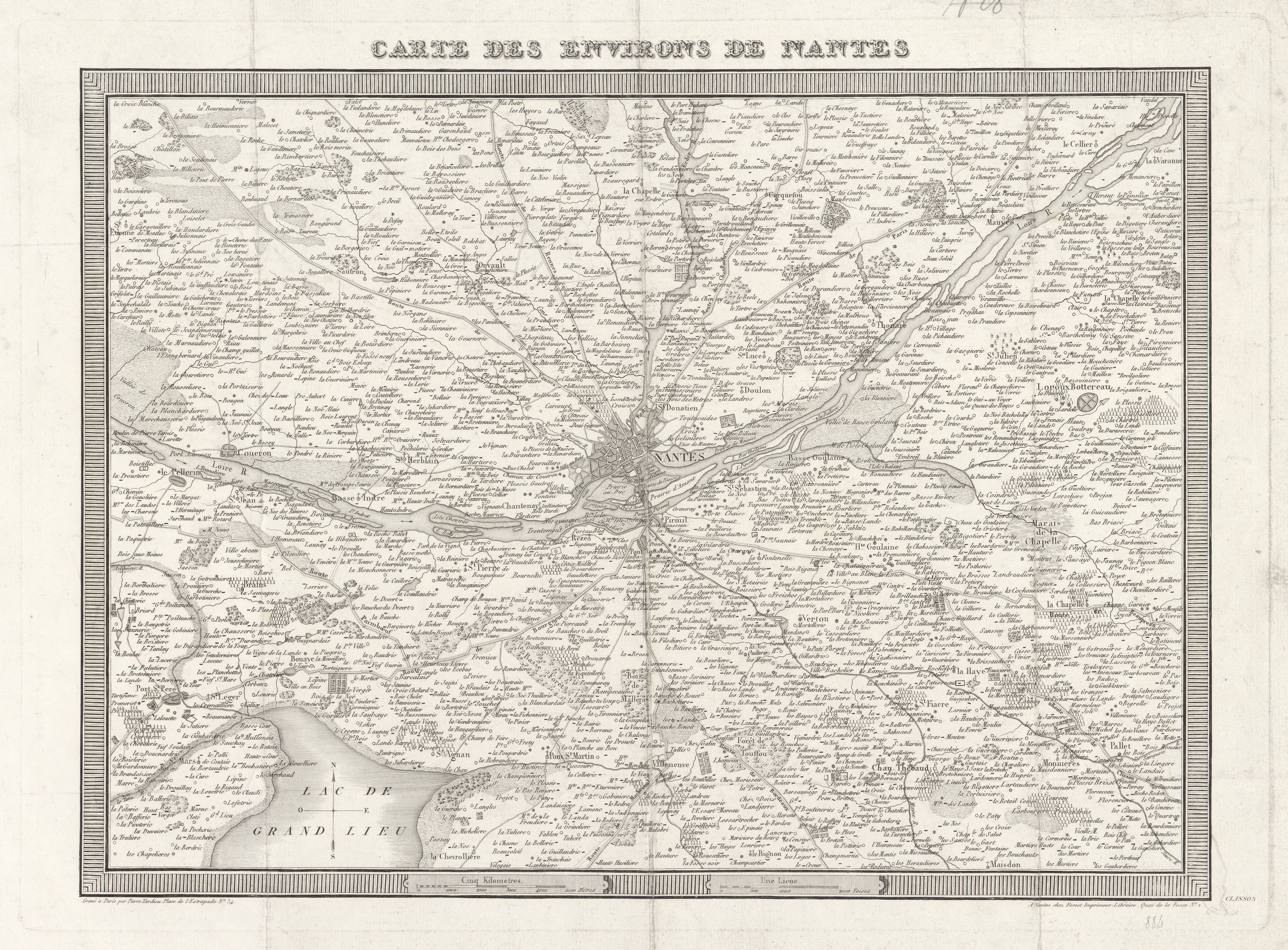
« Port de la Vigne » figurant sur la Carte des environs de Nantes, par Pierre Tardieu (1828)
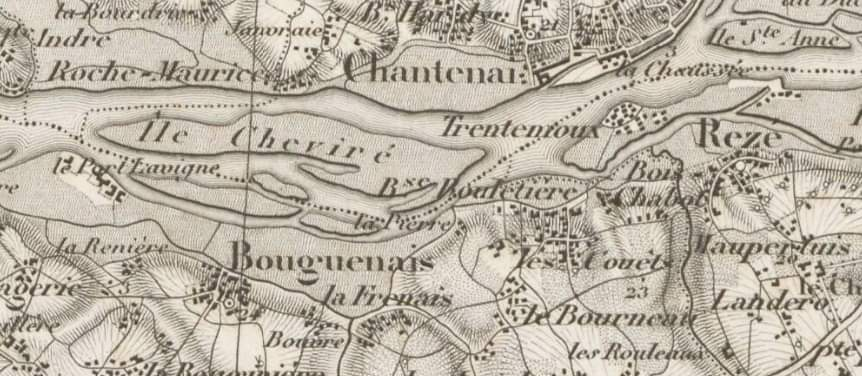
Port Lavigne représenté sur un extrait de la carte Nantes et les Îles de la Loire (1850)

Jusqu'au début du XXe siècle, la Loire borde l'actuelle rue des Pêcheurs. Le village vit alors au rythme des marées, qui le coupent périodiquement du monde lors des crues de la Loire, le transformant temporairement en une île habitée. L'approvisionnement des foyers se fait alors par barque au niveau des marches des perrons qui servent de ponton d'accostage. L'ancienne digue de Port Lavigne est alors aménagée puis renforcée par une chaussée construite à partir de produits du dragage de la Loire, de scories de la fonderie de Couëron et de débris issus de la démolition du vieux clocher de l'église du bourg de Bouguenais. La Loire coule plus bas de nos jours en raison des aménagements et si la crue de décembre 1872 devait se reproduire, la rue des Pêcheurs ne serait même pas inondée.

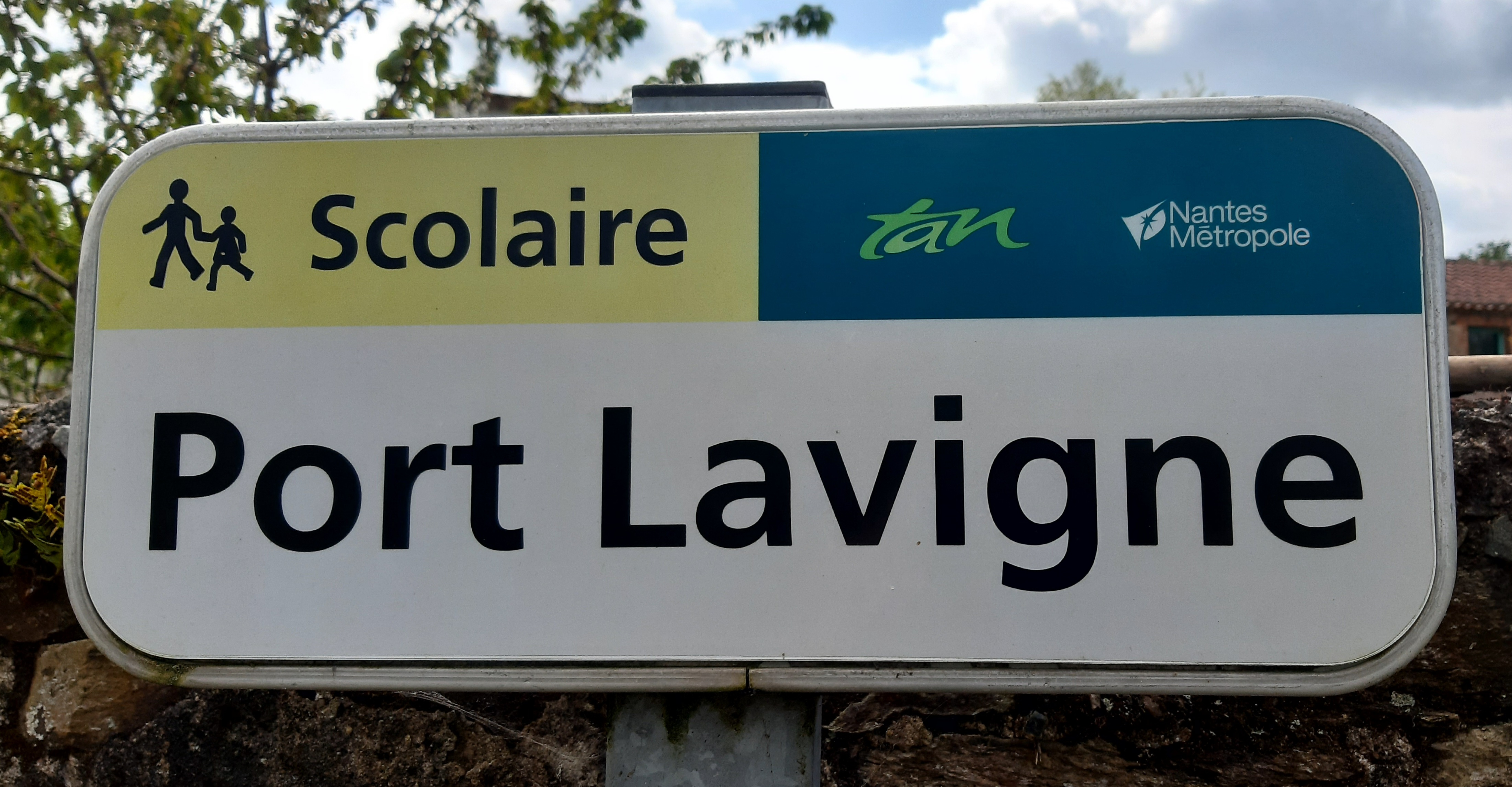
Panneau du bus scolaire à Port Lavigne
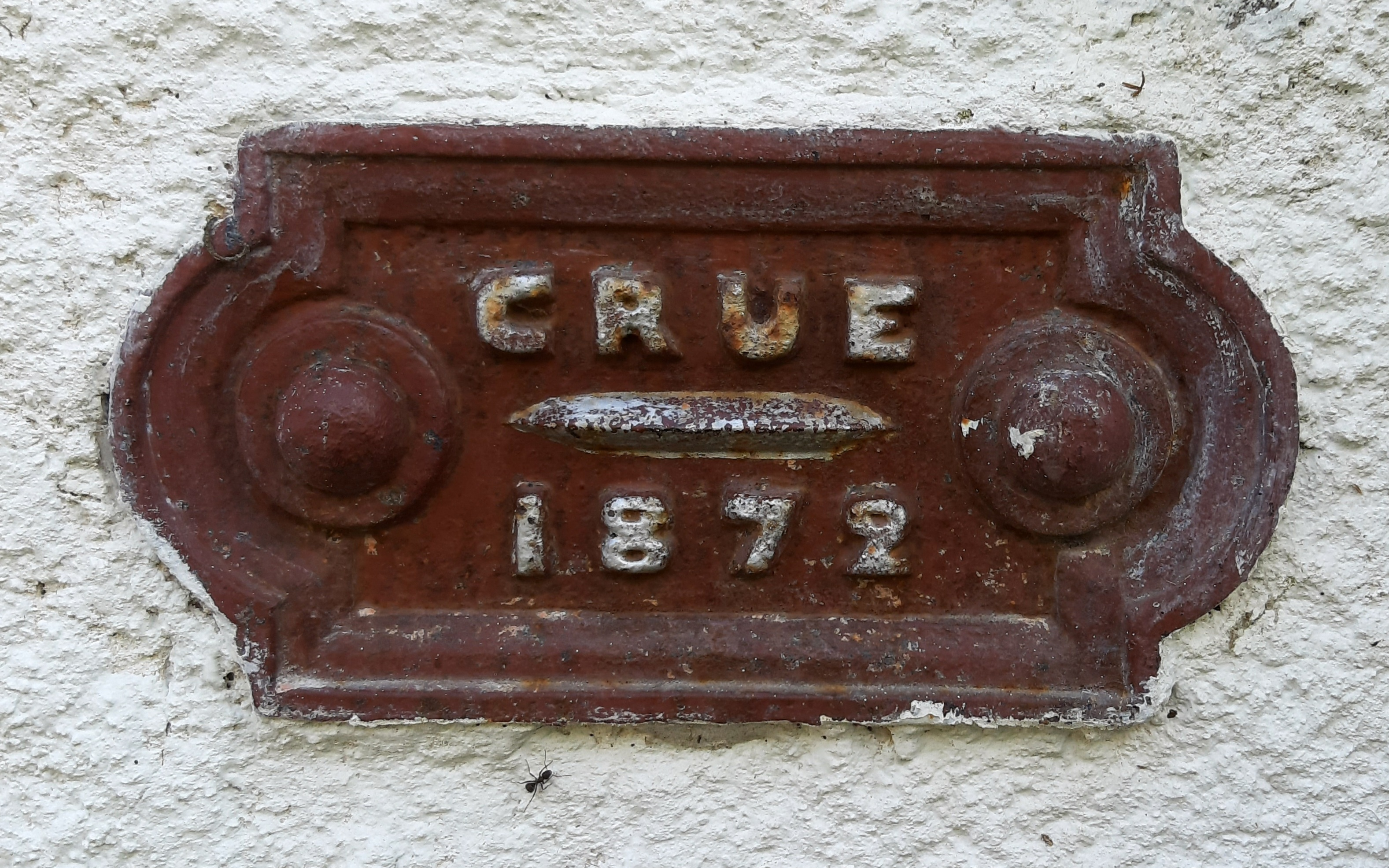
Plaque témoin de la crue de décembre 1872, au n°40 rue des Pêcheurs

#### Commerce portuaire
Port Lavigne est un ancien port de Loire. Du XVIIe siècle jusqu'à la fin du XIXe siècle, une importante activité commerciale se développe en lien avec Nantes. Des produits locaux transitent par Port Lavigne, comme le vin de Loire issu du vignoble des proches coteaux, donnant au site son nom de Port Lavigne, les briques de Chauvé, le fourrage et le bétail des prairies de Buzay en pays de Retz. D'autres produits, comme la chaux et le bois de Montjean en Maine-et-Loire, des roseaux, du sable ou le sel de la baie de Bourgneuf sont vendus sur les cales. Les marchandises sont chargées sur des barges, des plates ou des chalands pour le commerce local. Les plus gros navires embarquent du vin, le plus souvent à destination de la Hollande, où il est appelé Nantez eau de vie. De nos jours, l'activité portuaire s'est déplacée vers la zone portuaire voisine de Cheviré (à l'arrière du rideau d'arbres longeant l'étier) et les trafics se sont réorientés vers le négoce du bois, du sable et de la ferraille majoritairement.

#### Pêche
Port-Lavigne est un ancien village de pêcheurs. Jusqu'à la Première Guerre mondiale, la pêche à la senne est la principale ressource du village. On compte alors cinq familles de pêcheurs : les Cormerais, Rincé, Paul David, Mocquard et Levêque. Cette technique consiste à rabattre collectivement un filet sur la grève contenant le poisson piégé. Elle est pratiquée sur les plages des anciennes îles de Cheviré et de Botty, faisant face au village. Cette activité est saisonnière : de novembre à mars, on pêche la truite de mer, puis l'alose jusqu'en mai et à cette période débute la pêche d'espèces telles que la lamproie par exemple. La pêche est liée au mouvement de la marée. Les techniques de travail répondent à ces cycles de six heures ainsi qu'aux espèces pêchées. De même, la hauteur d'eau, la taille du poisson, ses périodes de passage dans le fleuve déterminent la durée de la pêche. De nos jours, elle est remplacée à titre de loisir par la pêche au carrelet depuis des pêcheries sur pilotis installées le long de l'ancienne digue de Port Lavigne en bordure de l'étier de Bouguenais. Les eaux saumâtres permettent la capture d'espèces d'eaux salées (mulet porc, flet, saumon de l'Atlantique, grande alose, alose feinte, lamproie marine) et d'eaux douces (perche, perche soleil, silure glane, sandre, brème commune, lamproie des rivières, poisson-chat brun, goujon commun, brochet commun, carpe, chevaine, barbeau commun, gardon commun, anguille d'Europe, civelle).

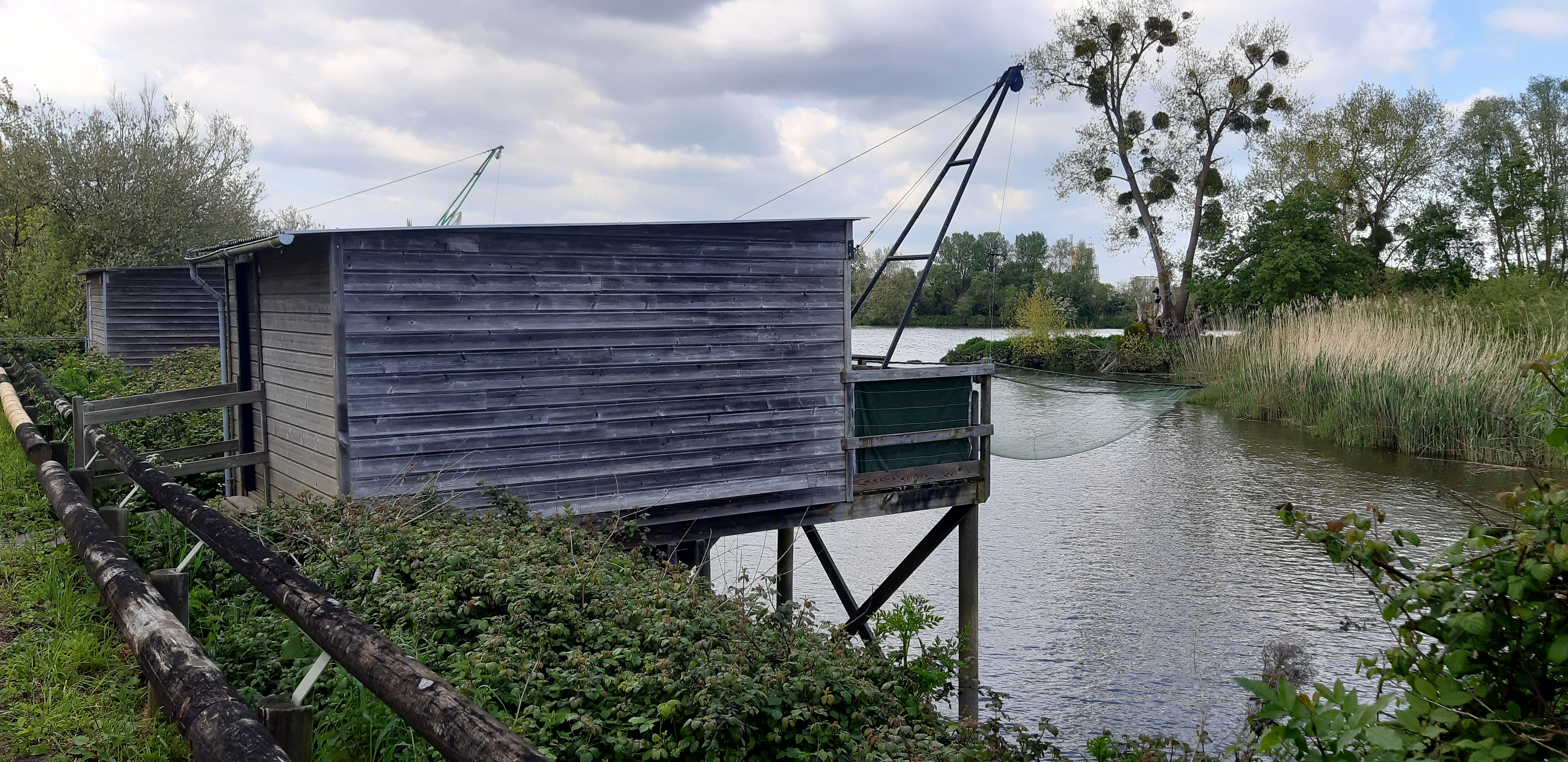
Pêcherie sur l'étier de Bouguenais
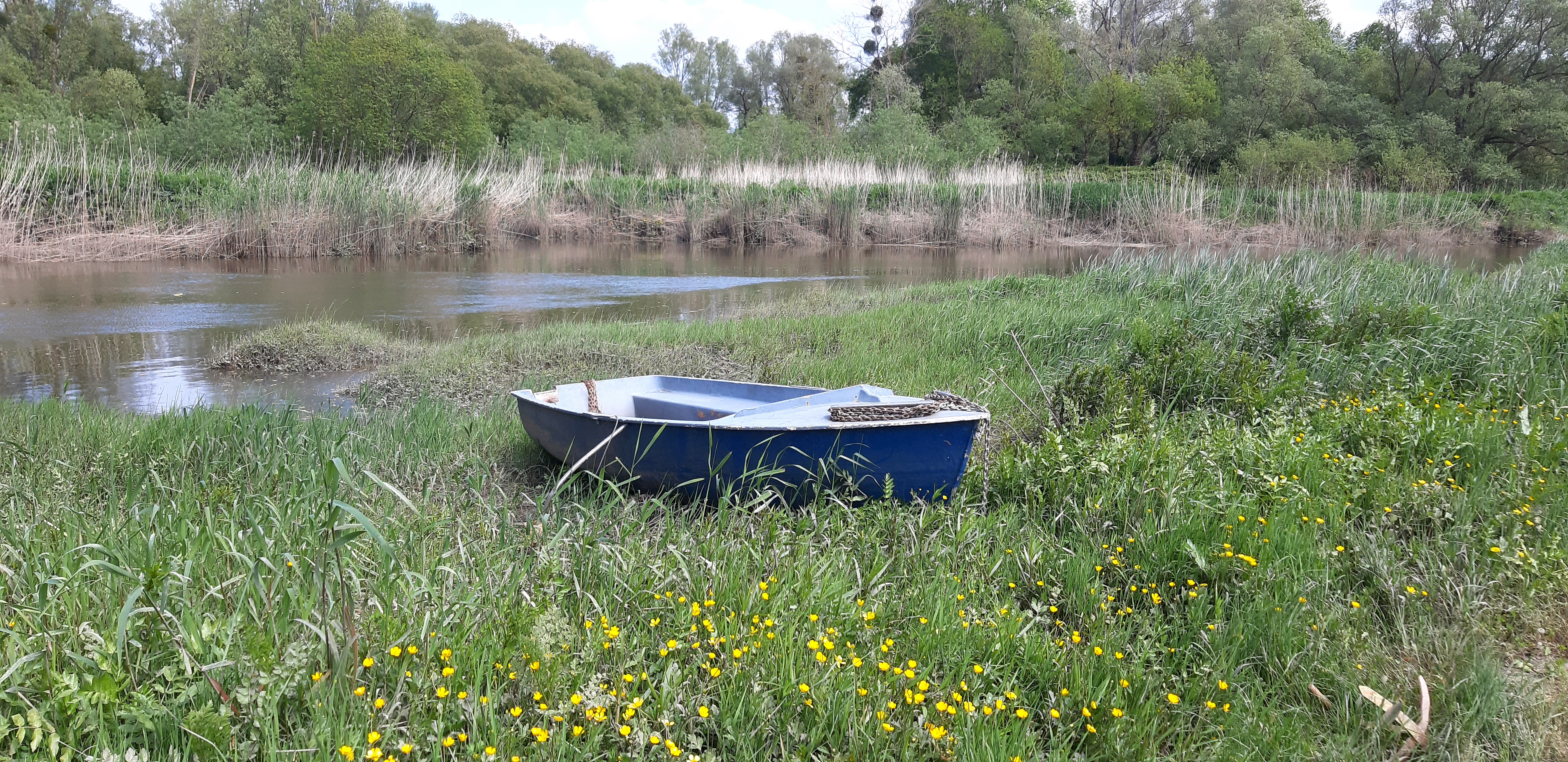
Barque de pêcheur

### Activités économiques
Le village de Port Lavigne est essentiellement un lieu de résidence. Concernant les activités économiques, il est à noter la présence d'un port à sec qui assure l'hivernage de bateaux de plaisance et assure des prestations de réparation navale. Des espaces de nature, appartenant au domaine public géré par le Grand Port Maritime, font l'objet de conventions de gestion avec des exploitants agricoles pour leur valorisation et leur exploitation. Ces espaces servent notamment d'aires de pacage pour les bovins. Port Lavigne est aussi un lieu de détente proposant un circuit de randonnée géré par la municipalité de Bouguenais.

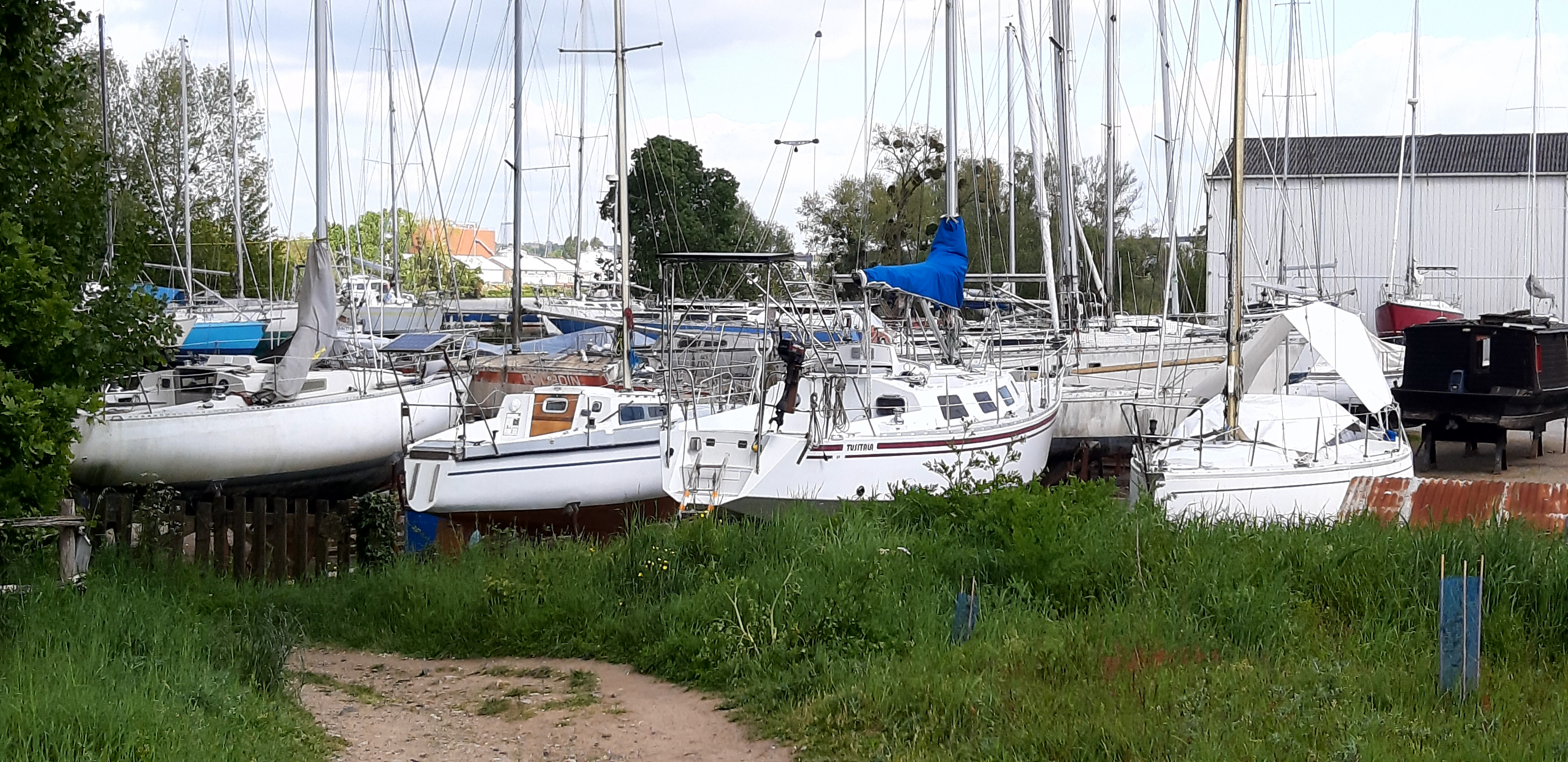
Port à sec
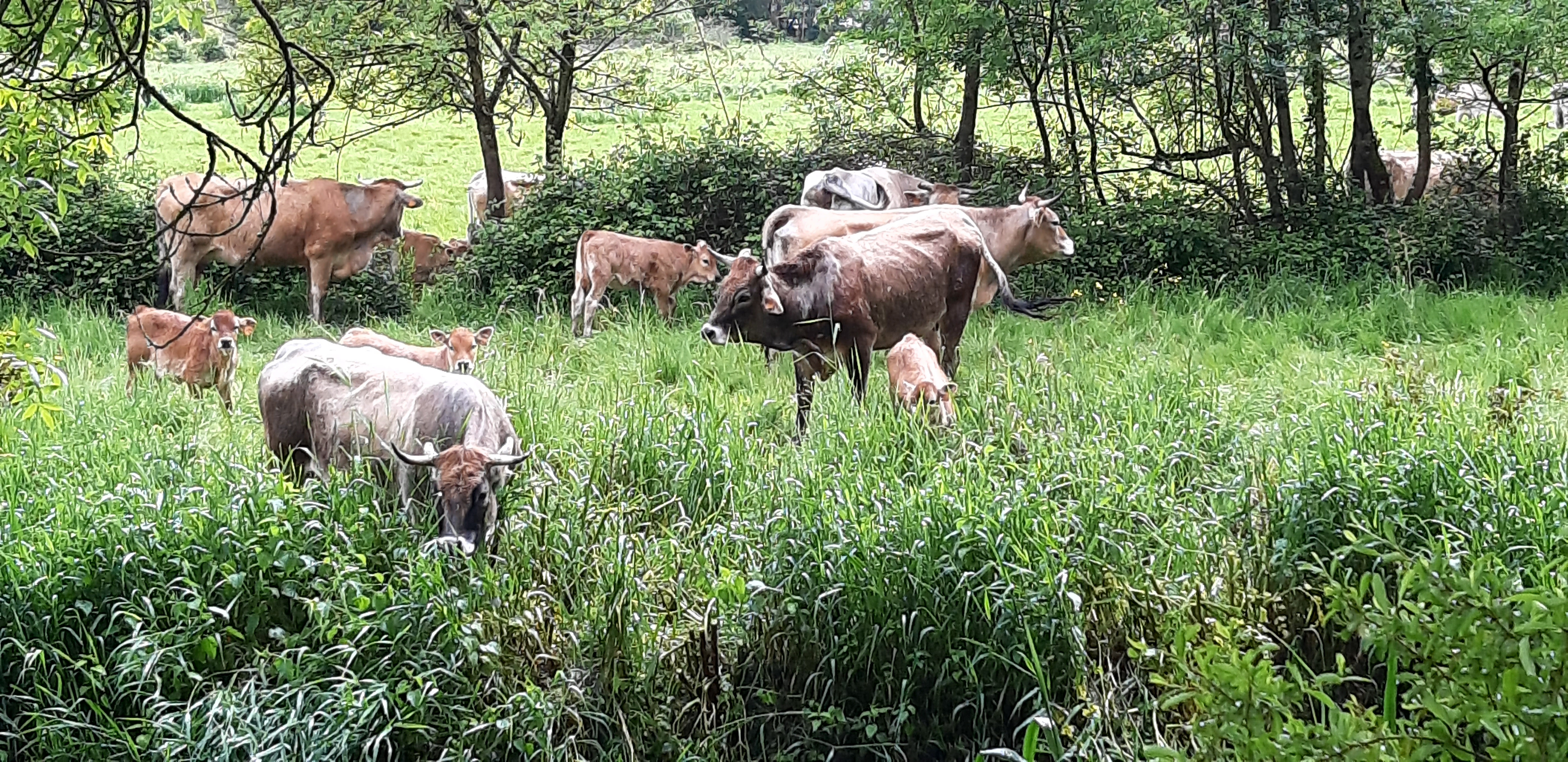
Pacage bovin dans une prairie humide
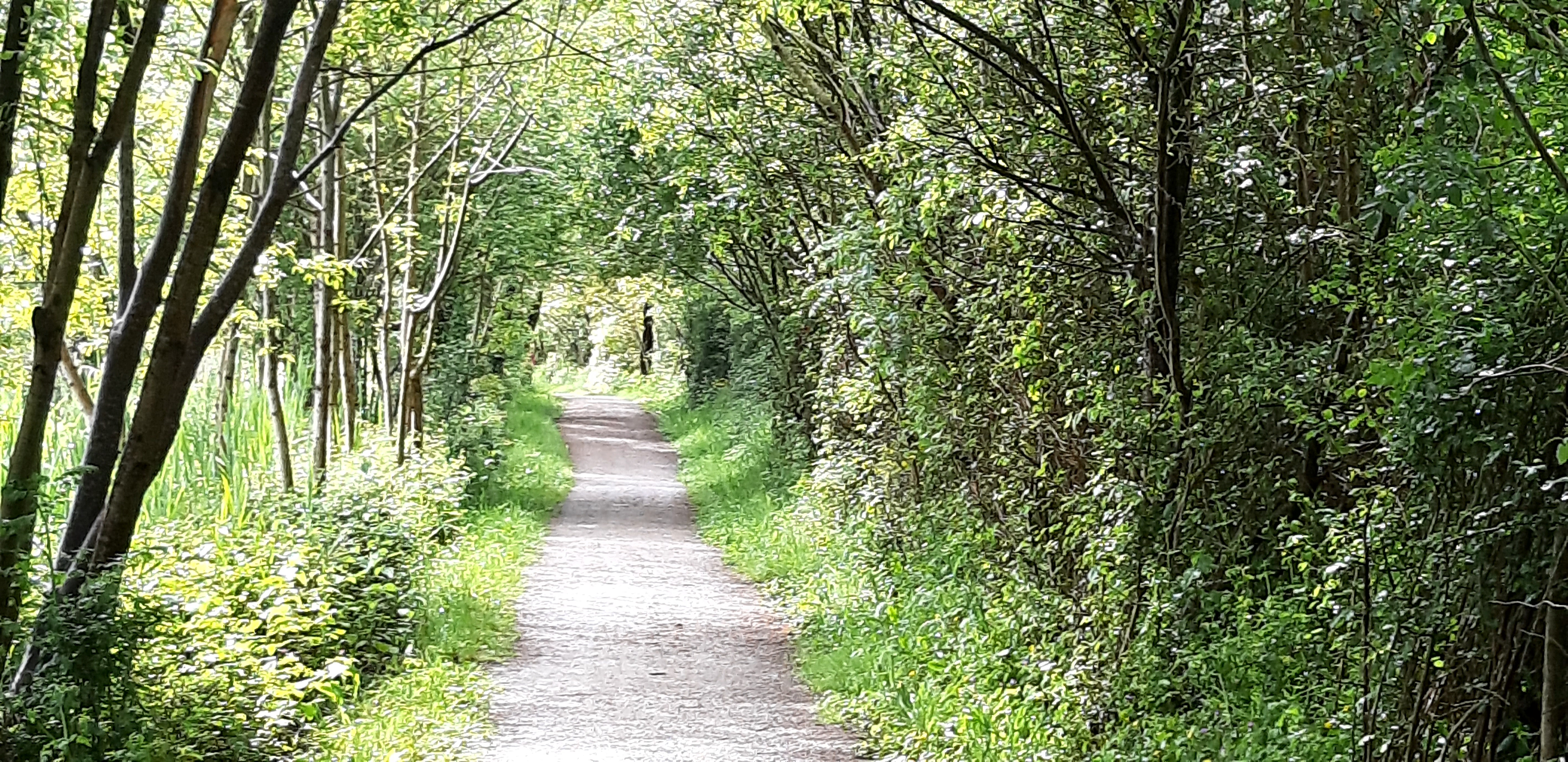
Chemin de randonnée
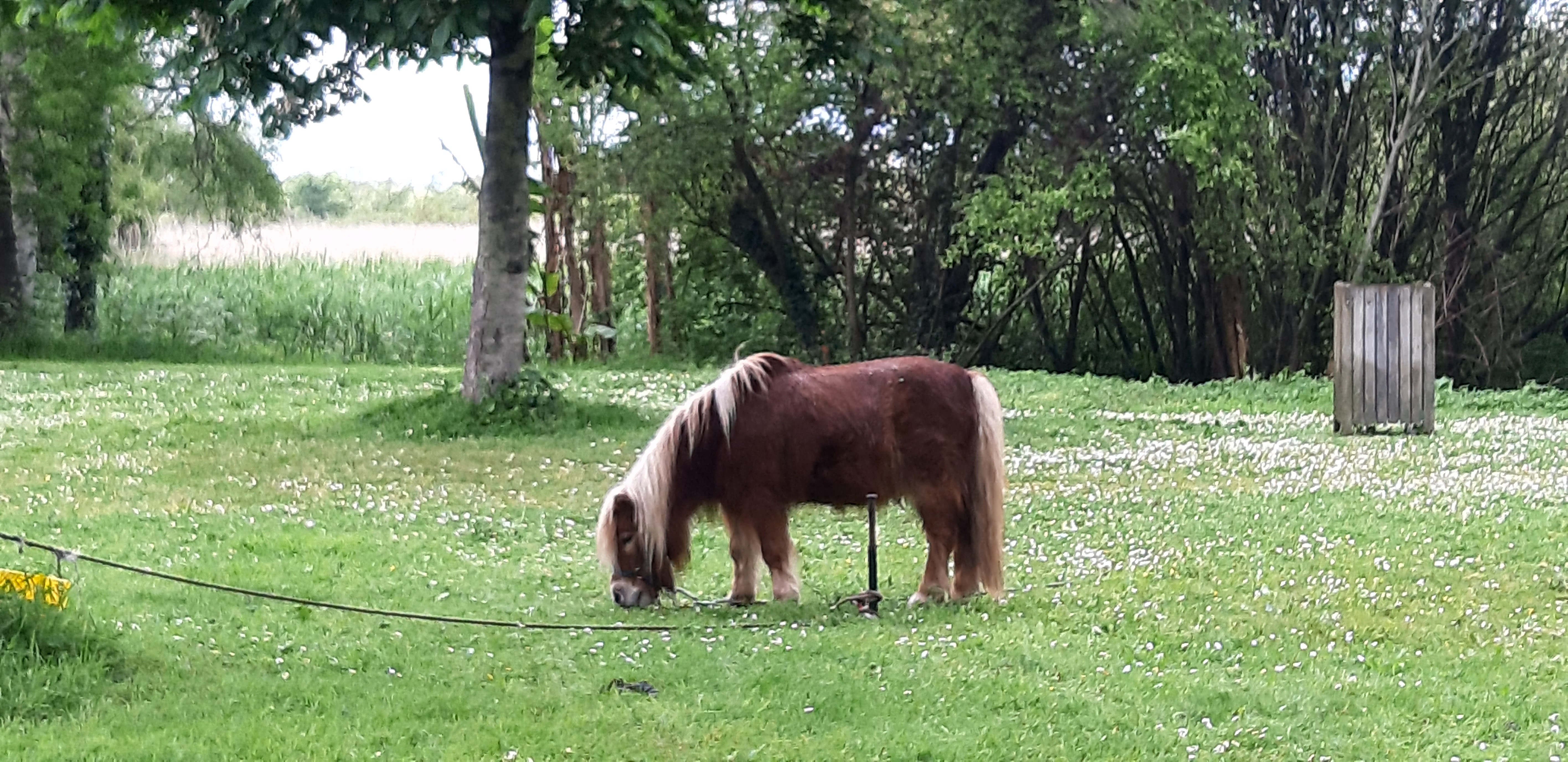
Poney employé à l'entretien de l'espace public

## Intérêt écologique

### Espèces endémiques
Parmi les espèces végétales répertoriées sur le site de Port Lavigne, la plus emblématique est l'angélique des estuaires, uniquement présente dans les estuaires de la Loire, de la Charente, de la Gironde et de l'Adour. Espèce patrimoniale, elle est mentionnée dans la liste rouge des espèces menacées. Elle et son habitat bénéficient de ce fait d'une protection à l'échelle européenne. Elle fait en outre l'objet, avec le scirpe triquètre, également présent sur site, d'un plan de conservation à l'échelle de l'estuaire de la Loire.
Les ombrelles de l'angélique des estuaires (angelica heterocarpa) fleurissent en juin-juillet. Elles ne doivent pas être confondues avec les ombrelles de fleurs blanches de l'œnanthe safranée, également présente sur site, qui fleurissent au mois de mai. Pour les distinguer, il faut observer les feuilles : celles de l'angélique sont découpées en folioles ovales à petites dents, tandis que celles de l'œnanthe ont une forme de parallélogramme et sont incisées-dentelées.
Le scirpe triquètre est visible de mai à octobre. Il forme une roselière d'un mètre de haut, moins élevé que de roselière de massette à larges feuilles, également présente sur site. Parmi les autres espèces endémiques figurent la salicaire commune, qui fleurit de juillet à septembre. Ses fleurs violacées présentent généralement six pétales. Les fleurs de la flèche-d'eau sont visibles à partir du mois de mai.

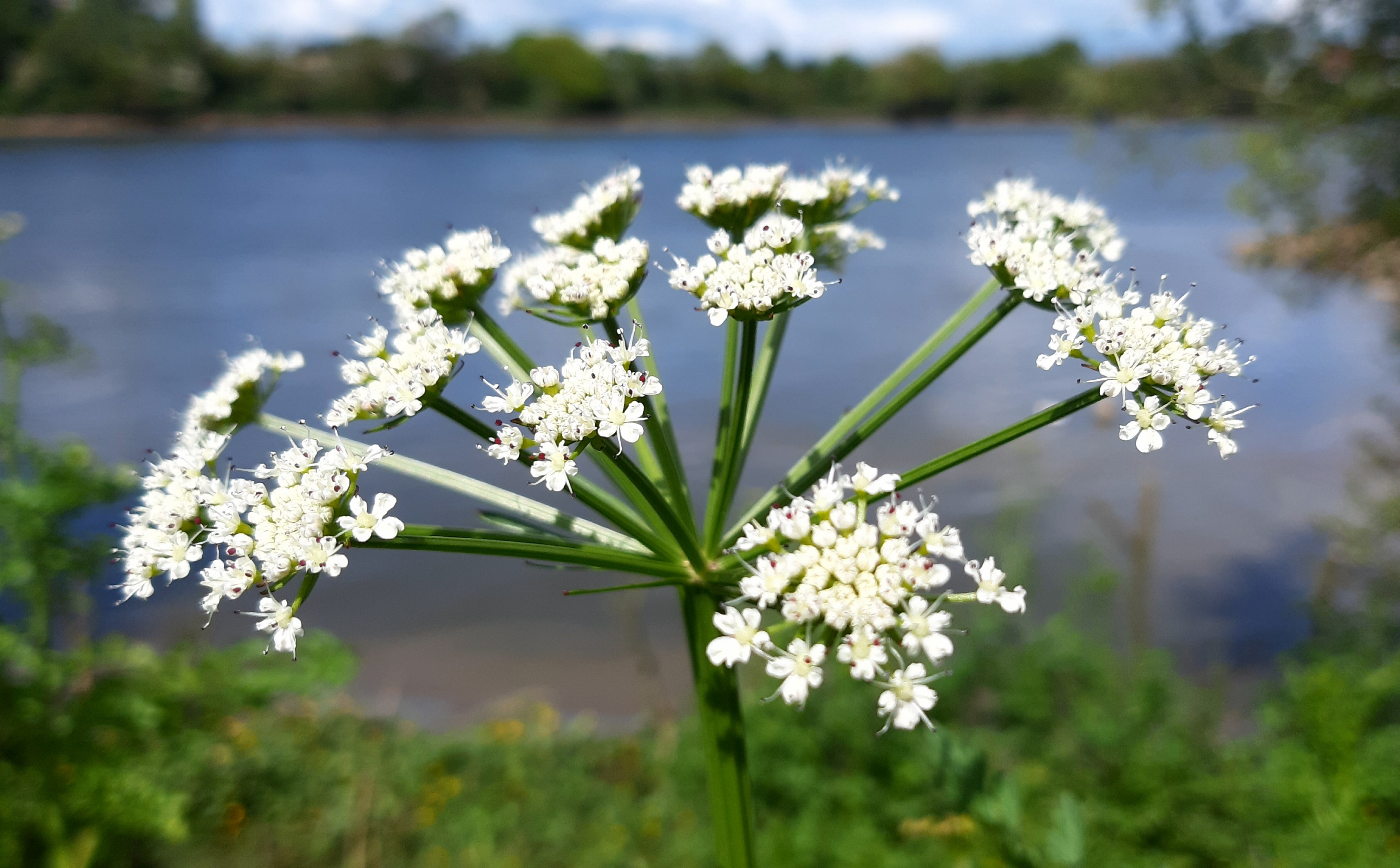
Œnanthe safranée
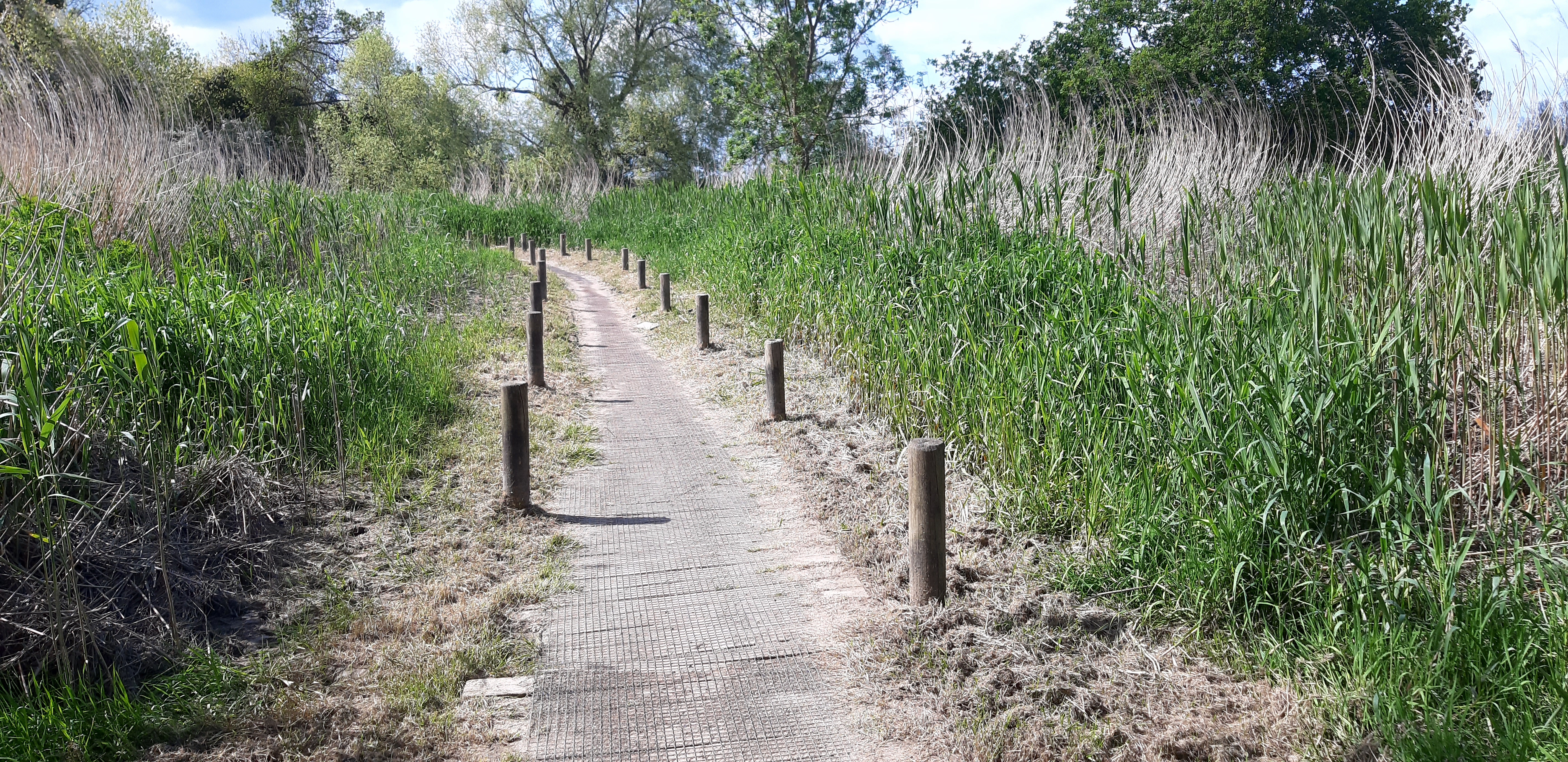
Sentier de randonnée traversant la roselière de massette à larges feuilles
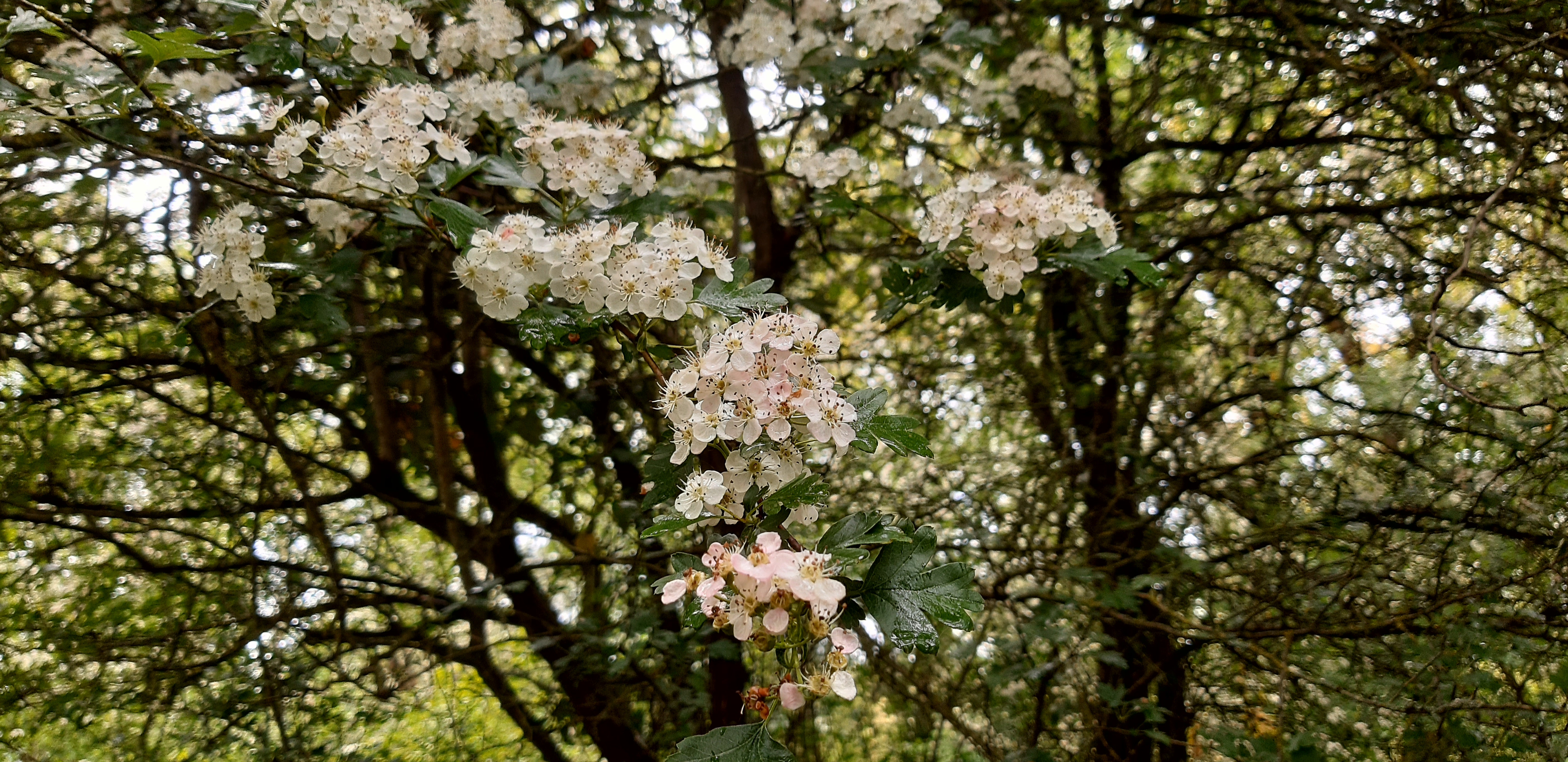
Aubépine

### Espèces exotiques
Des bambous sont plantés près de la berge. Leur expansion est strictement contrôlée par des coupes fréquentes. Au pied de bambouseraie pousse la renouée de Bohème, reconnaissable à ses larges feuilles. Contrairement aux bambous plantés par l'Homme, cette plante s'est installée d'elle-même. Pour contenir le risque de propagation, des pieds sont régulièrement arrachés.

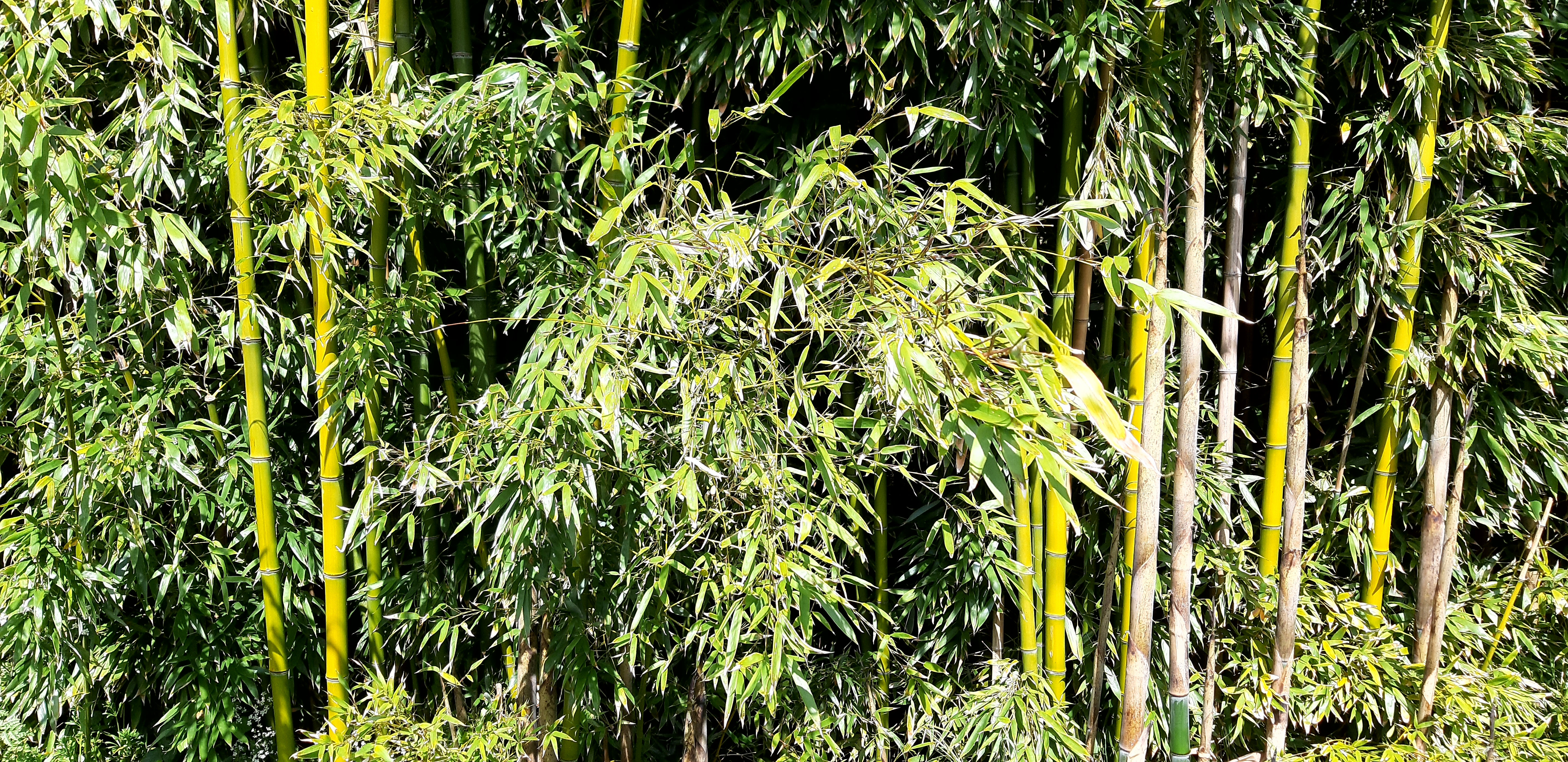
Bambouseraie de Port Lavigne (espèce végétale non indigène)
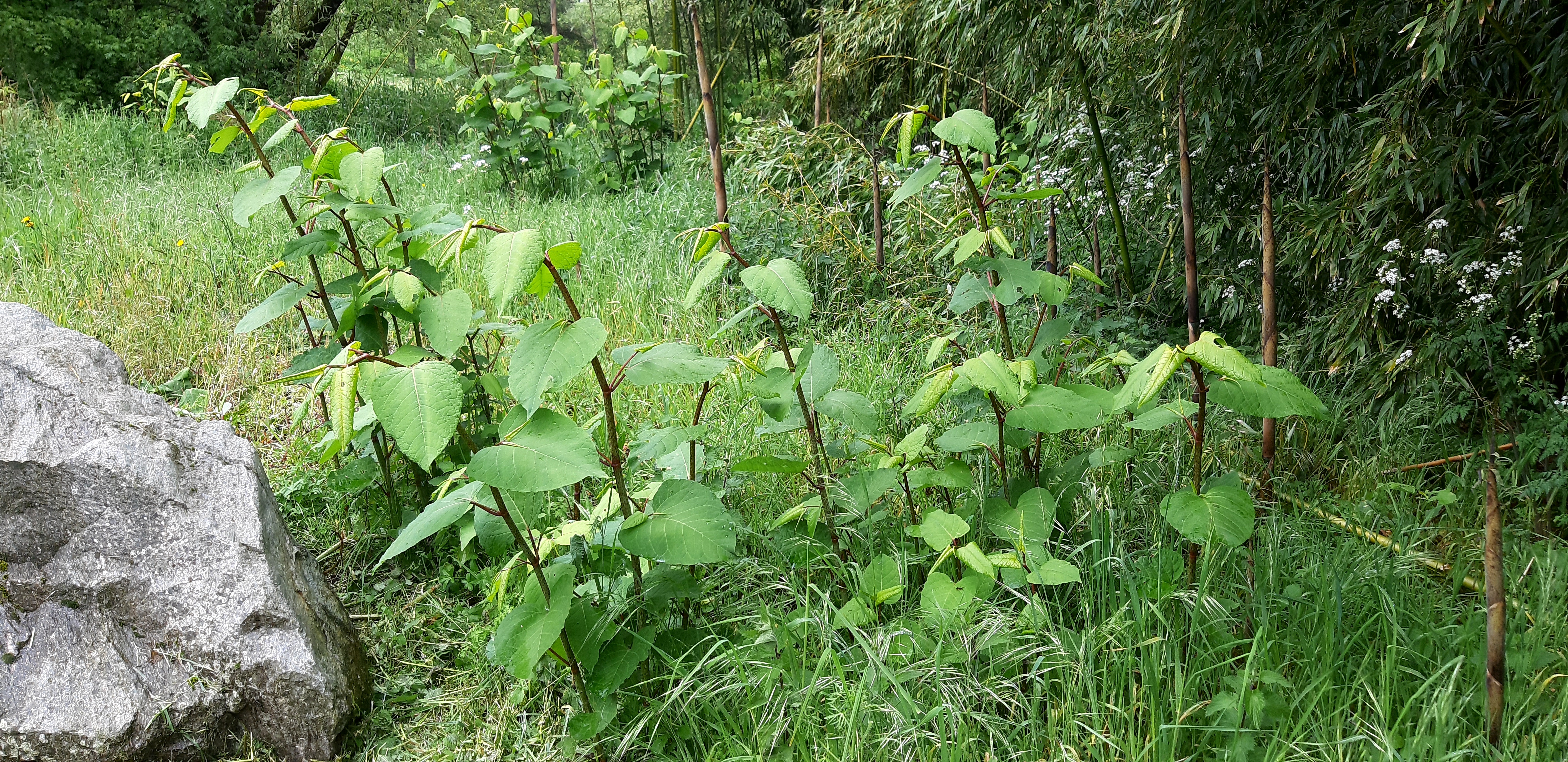
Renouée de Bohème